# إهلال قسطا
إهْلال قسطا  أو حشيشة الملكة أو الأقحوان البلسميّ هو نباتٌ عشبي وتزيني من الفصيلة النجمية.

## وصف
يكثر في الأماكن الرطبة الكثيرة الحصى. أوراقه كبيرة القدّ مأكولة لا تخلو من المنافع الصحية. أزهاره هامية تزينية جميلة الصفار.

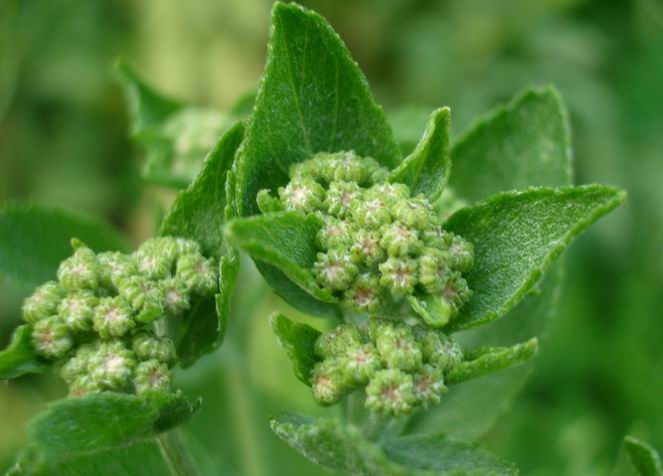
إهلال قسطا